# Duguetia sooretamae
Duguetia sooretamae Maas – gatunek rośliny z rodziny flaszowcowatych (Annonaceae Juss.). Występuje endemicznie w Brazylii – w stanie Espírito Santo. 

## Morfologia
PokrójZimozielone drzewo lub krzew dorastające do 1,5–5 m wysokości.
LiścieMają owalny kształt. Mierzą 7–12 cm długości oraz 1,5–4 cm szerokości. Blaszka liściowa jest całobrzega o tępym wierzchołku.
KwiatySą pojedyncze, rozwijają się w kątach pędów. Płatków jest 6, mają barwę od białej do zielonej. Kwiaty mają około 200 słupków.
OwoceMają kulisty kształt. Osiągają 40 mm średnicy.

## Biologia i ekologia
Rośnie w lasach, na wybrzeżu, na terenach nizinnych.